# P. Rosy Meena
P. Rosy Meena (* 28. Oktober 1997) ist eine indische Leichtathletin, die sich auf den Stabhochsprung spezialisiert hat.

## Sportliche Laufbahn
Erste internationale Erfahrungen sammelte P. Rosy Meena im Jahr 2023, als sie bei den Hallenasienmeisterschaften in Astana mit übersprungenen 3,90 m auf Anhieb die Bronzemedaille im Stabhochsprung hinter der Japanerin Mayu Nasu und ihrer Landsfrau Vengatesh Pavithra gewann.
2021 wurde Meena indische Meisterin im Stabhochsprung.

## Persönliche Bestleistungen
- Stabhochsprung: 4,21 m, 15. Oktober 2022 in Bengaluru
  - Stabhochsprung (Halle): 3,90 m, 11. Februar 2023 in Astana